# 電報略号 (鉄道)
電報略号（でんぽうりゃくごう）とは、鉄道電報で使用されていた鉄道用語および駅名の省略記号である。電略記号（でんりゃくきごう）、電略（でんりゃく）とも呼称される。
大正時代には既に多数の電報略号が使用されており、古くからあるが、電報に代わってFAXや電子メールによる一斉同報配信が使用されている現在でも日常的に使用されている略号が多数ある。

## 意義
かつて鉄道施設間の連絡には専用の有線または無線電信による電報が多く使用されていた。これは鉄道電報と呼ばれ、施設ごとに電信技手がいてモールスによる送受信を担当していた。しかし、電報は欧文、数字およびカタカナのみしか送受信できず、そのため長い文章になると非常に読み難く、読み違えなどで事故が発生する危険性もあった。
これらの問題を解決するために、電報内で頻繁に使用される言い回しや鉄道用語の略号をカタカナ1 - 3文字程度で表すことを統一規格として公布し、短くかつ正確に情報を伝達できるようにしたものが電略である。
現在のJRでは、電報ではなくFAXを用いているが、各駅間や運転指令所からの通信用のFAXのことを今なお「電報」と呼んでおり、頼信紙も「鉄道電報用紙」という規定様式がある。
（例）指令所より「詳細は、○月○日発信、情報電報、第○○号を参照してください…」

## 電略の種類

### 駅・信号所・操車所名（地名など）
信号場や貨物駅を含む一つ一つの駅の名称について略号が定められている。通常はカタカナ2文字（45×45=2,025通り）で構成され、例えば東京駅ならトウ、名古屋駅ならナコという具合である。基本的には同一路線での重複は避け、とくに同一の（ないし隣接する）支社（国鉄時代は鉄道管理局）の管内では重複しないようにしている。支社（管理局）が離れていれば重複も許容しており、必要な場合は支社（管理局）の略号を頭に組み合わせる。
ただし、国鉄時代は異なる鉄道管理局の管内であったが、現在は同一の支社の管内となった場合などに略号が重複している場合がある。特に、JR西日本では近畿統括本部と中国統括本部の設立により略号の重複が多数発生するようになった。

#### 重複回避の例
- 新前橋駅（シマ）と新町駅（マチ）の組み合わせ（いずれも旧高崎鉄道管理局→JR東日本高崎支社管内）

など

#### 同一略号の重複
- 岡山駅と岡崎駅と岡本駅の略号（いずれもオカ）
- 山形駅と神田駅と堅田駅と海田市駅の略号（いずれもカタ）
- 盛岡駅と守山駅と森ノ宮駅と森駅と尾張森岡駅の略号（いずれもモリ）
- 熊川駅と熊本駅と熊谷駅と熊取駅の略号（いずれもクマ）
- 新宿駅と新宮駅と新倉敷駅とさくら夙川駅の略号（いずれもシク）
- 名古屋駅と那古船形駅と奈古駅の略号（いずれもナコ）
- 向日町駅と武蔵小金井駅の略号（いずれもムコ）
- あきた白神駅と北鎌倉駅と桐原駅の略号（いずれもキラ）
- 小山駅と山口駅と肥前山口駅（現在の江北駅。ウホへ変更）の略号（いずれもヤマ）
- 電報略号ヒメは姫路駅と姫川駅（新潟県、北海道両方）、黒姫駅、姫駅および紀伊姫駅と6駅もあるほか、略号トウについても東京駅、御堂駅、当麻駅、十島駅、後藤駅および東郷駅と、こちらも6駅存在する。
- 電報略号ミフは南福岡駅、南由布駅、上二田駅、南福島駅、南古谷駅、南船橋駅、身延駅および南福井駅と8駅も存在する。なお、2020年の札沼線（学園都市線）部分廃止により廃駅となった南下徳富駅もミフを使用していた。

#### 同一路線での重複
- 東北本線の、岡本駅（JR東日本大宮支社）と大河原駅（東北本部）の略号（いずれもオカ）
- 東海道本線の、島田駅（JR東海静岡支社）と島本駅（JR西日本近畿統括本部）の略号（いずれもシマ）
- 山陽本線の、塩屋駅（JR西日本近畿統括本部）と新山口駅（中国統括本部）の略号（いずれもシヤ）
- 山陽本線の、朝霧駅（JR西日本近畿統括本部）と厚狭駅（中国統括本部）の略号（いずれもアサ）
- 山陽本線の、明石駅（JR西日本近畿統括本部）と備後赤坂駅（中国統括本部）の略号（いずれもアカ）
- 山陽本線の、西明石駅（JR西日本近畿統括本部）と西阿知駅（中国統括本部）の略号（いずれもニア）
- 鹿児島本線の、原田駅（JR九州本社鉄道事業本部）と田原坂駅（熊本支社）の略号（いずれもハル）

#### 同一支社での重複
- 今泉駅（旧秋田鉄道管理局管内）と陸前稲井駅（旧仙台鉄道管理局管内）の略号（いずれもイイ、JR東日本東北本部管内）
- 泉田駅（旧秋田鉄道管理局管内）と板谷駅（旧仙台鉄道管理局管内）の略号（いずれもイタ、JR東日本東北本部管内）
- 羽前高松駅（旧秋田鉄道管理局管内）と歌津駅（BRT駅、旧仙台鉄道管理局管内）の略号（いずれもウタ、JR東日本東北本部管内）
- 羽前千歳駅（旧秋田鉄道管理局管内）と郷戸駅（旧仙台鉄道管理局管内）の略号（いずれもウト、JR東日本東北本部管内）
- 笈川駅（旧仙台鉄道管理局管内）と大石田駅（旧秋田鉄道管理局管内）の略号（いずれもオイ、JR東日本東北本部管内）
- 逢隈駅（旧水戸鉄道管理局管内）と大滝駅（旧秋田鉄道管理局管内）の略号（いずれもオオ、JR東日本東北本部管内）
- 北大石田駅（旧秋田鉄道管理局管内）と喜多方駅（旧仙台鉄道管理局管内）の略号（いずれもキタ、JR東日本東北本部管内）
- 飯島駅（旧静岡鉄道管理局管内）と石浜駅（旧名古屋鉄道管理局管内）の略号（いずれもイシ、JR東海東海鉄道事業本部管内）
- 伊那上郷駅（旧静岡鉄道管理局管内）と稲沢駅（旧名古屋鉄道管理局管内）の略号（いずれもイナ、JR東海東海鉄道事業本部管内）
- 伊勢八太駅（旧天王寺鉄道管理局→旧名古屋鉄道管理局管内）と上市場駅（旧静岡鉄道管理局管内）の略号（いずれもイハ、JR東海東海鉄道事業本部管内）
- 大沢信号場（旧静岡鉄道管理局管内）と緒川駅（旧名古屋鉄道管理局管内）の略号（いずれもオワ、JR東海東海鉄道事業本部管内）
- 大垣駅（旧名古屋鉄道管理局管内）と柿平駅（旧静岡鉄道管理局管内）の略号（いずれもカキ、JR東海東海鉄道事業本部管内）
- 大桑駅（旧長野鉄道管理局→旧名古屋鉄道管理局管内）と桑名駅（旧名古屋鉄道管理局管内）の略号（いずれもクワ、JR東海東海鉄道事業本部管内）
- 下市田駅（旧静岡鉄道管理局管内）と下油井駅（旧名古屋鉄道管理局管内）の略号（いずれもシイ、JR東海東海鉄道事業本部管内）
- 白川口駅（旧名古屋鉄道管理局管内）と下平駅（旧静岡鉄道管理局管内）の略号（いずれもシラ、JR東海東海鉄道事業本部管内）
- 那加駅（旧名古屋鉄道管理局管内）と中井侍駅（旧静岡鉄道管理局管内）の略号（いずれもナカ、JR東海東海鉄道事業本部管内）
- 三河一宮駅（旧静岡鉄道管理局管内）と美濃川合駅（旧名古屋鉄道管理局管内）の略号（いずれもミイ、JR東海東海鉄道事業本部管内）
- 三木里駅（旧天王寺鉄道管理局→旧名古屋鉄道管理局管内）と宮木駅（旧静岡鉄道管理局管内）の略号（いずれもミキ、JR東海東海鉄道事業本部管内）
- 粟生駅（旧大阪鉄道管理局管内）と青倉駅（旧福知山鉄道管理局管内）と山城青谷駅（旧天王寺鉄道管理局管内）の略号（いずれもアオ、JR西日本近畿統括本部管内）
- 明石駅（旧大阪鉄道管理局管内）と浅香駅（旧天王寺鉄道管理局管内）の略号（いずれもアカ、JR西日本近畿統括本部管内）
- 朝霧駅（旧大阪鉄道管理局管内）と湯浅駅（旧天王寺鉄道管理局管内）の略号（いずれもアサ、JR西日本近畿統括本部管内）
- 朝来駅（旧天王寺鉄道管理局管内）と安土駅（旧大阪鉄道管理局管内）の略号（いずれもアツ、JR西日本近畿統括本部管内）
- 相野駅（旧福知山鉄道管理局管内）と青野ケ原駅（旧大阪鉄道管理局管内）の略号（いずれもアノ、JR西日本近畿統括本部管内）
- 尼崎駅（旧大阪鉄道管理局管内）と餘部駅（旧福知山鉄道管理局管内）の略号（いずれもアマ、JR西日本近畿統括本部管内）
- 石部駅（旧天王寺鉄道管理局管内）と石山駅（旧大阪鉄道管理局管内）の略号（いずれもイシ、JR西日本近畿統括本部管内）
- 猪名寺駅（旧大阪鉄道管理局管内）と岩出駅（旧天王寺鉄道管理局管内）の略号（いずれもイテ、JR西日本近畿統括本部管内）
- 稲枝駅（旧大阪鉄道管理局管内）と稲荷駅（旧天王寺鉄道管理局管内）の略号（いずれもイナ、JR西日本近畿統括本部管内）
- 大久保駅（旧大阪鉄道管理局管内）とJR小倉駅（民営化以降に開業）の略号（いずれもオク、JR西日本近畿統括本部管内）
- 王寺駅（旧天王寺鉄道管理局管内）と近江塩津駅（旧金沢鉄道管理局管内）と大阪城公園駅（旧大阪鉄道管理局管内）の略号（いずれもオシ、JR西日本近畿統括本部管内）
- 近江高島駅（旧大阪鉄道管理局管内）と大谷駅（旧天王寺鉄道管理局管内）の略号（いずれもオタ、JR西日本近畿統括本部管内）
- 大津駅（旧大阪鉄道管理局管内）と大津京駅（旧西大津駅（ニツ）、旧大阪鉄道管理局管内）の略号（いずれもオツ、JR西日本近畿統括本部管内）
- 河内磐船駅（旧大阪鉄道管理局管内）と高井田駅（旧天王寺鉄道管理局管内）の略号（いずれもカイ、JR西日本近畿統括本部管内）
- 笠置駅（旧天王寺鉄道管理局管内）と淵垣駅（旧福知山鉄道管理局管内）の略号（いずれもカキ、JR西日本近畿統括本部管内）
- 桂川駅（民営化以降に開業）と紀伊勝浦駅（旧天王寺鉄道管理局管内）とはりま勝原駅（民営化以降に開業）の略号（いずれもカツ、JR西日本近畿統括本部管内）
- 加美駅（旧天王寺鉄道管理局管内）と上郡駅（旧大阪鉄道管理局管内）の略号（いずれもカミ、JR西日本近畿統括本部管内）
- 柏原駅（兵庫県、旧福知山鉄道管理局管内）と唐崎駅（旧大阪鉄道管理局管内）の略号（いずれもカラ、JR西日本近畿統括本部管内）
- 上川口駅（旧福知山鉄道管理局管内）と河毛駅（旧金沢鉄道管理局管内）の略号（いずれもカワ、JR西日本近畿統括本部管内）
- 紀伊佐野駅（旧天王寺鉄道管理局管内）と城崎温泉駅（旧福知山鉄道管理局管内）の略号（いずれもキサ、JR西日本近畿統括本部管内）
- 北伊丹駅（旧大阪鉄道管理局管内）と北宇智駅（旧天王寺鉄道管理局管内）の略号（いずれもキタ、JR西日本近畿統括本部管内）
- 紀伊田原駅（旧天王寺鉄道管理局管内）と京橋駅（旧大阪鉄道管理局管内）の略号（いずれもキハ、JR西日本近畿統括本部管内）
- 草津駅（旧大阪鉄道管理局管内）と草野駅（旧福知山鉄道管理局管内）の略号（いずれもクサ、JR西日本近畿統括本部管内）
- 黒井駅（旧福知山鉄道管理局管内）と黒江駅（旧天王寺鉄道管理局管内）と黒田庄駅（旧大阪鉄道管理局管内）の略号（いずれもクロ、JR西日本近畿統括本部管内）
- 甲南駅（旧天王寺鉄道管理局管内）と甲南山手駅（民営化以降に開業）の略号（いずれもコナ、JR西日本近畿統括本部管内）
- 胡麻駅（旧福知山鉄道管理局管内）と下狛駅（旧天王寺鉄道管理局管内）の略号（いずれもコマ、JR西日本近畿統括本部管内）
- 桜井駅（旧天王寺鉄道管理局管内）と篠山口駅（旧福知山鉄道管理局管内）の略号（いずれもサク、JR西日本近畿統括本部管内）
- 堺市駅（旧天王寺鉄道管理局管内）と坂越駅（旧大阪鉄道管理局管内）の略号（いずれもサシ、JR西日本近畿統括本部管内）
- 三郷駅（旧天王寺鉄道管理局管内）と三ノ宮駅（旧大阪鉄道管理局管内）の略号（いずれもサン、JR西日本近畿統括本部管内）
- 志紀駅（旧天王寺鉄道管理局管内）と鴫野駅（旧大阪鉄道管理局管内）と鍼灸大学前駅（民営化以降に開業）の略号（いずれもシキ、JR西日本近畿統括本部管内）
- さくら夙川駅（民営化以降に開業）と新宮駅（旧天王寺鉄道管理局管内）の略号（いずれもシク、JR西日本近畿統括本部管内）
- 下里駅（旧天王寺鉄道管理局管内）と新三田駅（旧大阪鉄道管理局管内）の略号（いずれもシサ、JR西日本近畿統括本部管内）
- JR俊徳道駅（民営化以降に開業）と新堂駅（旧天王寺鉄道管理局管内）の略号（いずれもシト、JR西日本近畿統括本部管内）
- 信太山駅（旧天王寺鉄道管理局管内）と篠原駅（旧大阪鉄道管理局管内）と下夜久野駅（旧福知山鉄道管理局管内）の略号（いずれもシノ、JR西日本近畿統括本部管内）
- 島本駅（民営化以降に開業）と下松駅（大阪府、旧天王寺鉄道管理局管内）の略号（いずれもシマ、JR西日本近畿統括本部管内）
- 冷水浦駅（旧天王寺鉄道管理局管内）と新加美駅（民営化以降に開業）の略号（いずれもシミ、JR西日本近畿統括本部管内）
- 塩屋駅（旧大阪鉄道管理局管内）と下山駅（旧福知山鉄道管理局管内）と新今宮駅（旧天王寺鉄道管理局管内）の略号（いずれもシヤ、JR西日本近畿統括本部管内）
- 梅小路京都西駅（民営化以降に開業）と城陽駅（旧天王寺鉄道管理局管内）の略号（いずれもシヨ、JR西日本近畿統括本部管内）
- 笠田駅（旧天王寺鉄道管理局管内）と瀬田駅（旧大阪鉄道管理局管内）の略号（いずれもセタ、JR西日本近畿統括本部管内）
- 千旦駅（旧天王寺鉄道管理局管内）と千本駅（旧大阪鉄道管理局管内）の略号（いずれもセン、JR西日本近畿統括本部管内）
- 太地駅（旧天王寺鉄道管理局管内）と高井田中央駅（民営化以降に開業）の略号（いずれもタイ、JR西日本近畿統括本部管内）
- 鷹取駅（旧大阪鉄道管理局管内）と山城多賀駅（旧天王寺鉄道管理局管内）の略号（いずれもタカ、JR西日本近畿統括本部管内）
- 滝駅（旧大阪鉄道管理局管内）と立木駅（旧福知山鉄道管理局管内）の略号（いずれもタキ、JR西日本近畿統括本部管内）
- 竹野駅（旧福知山鉄道管理局管内）と武田尾駅（旧大阪鉄道管理局管内）の略号（いずれもタケ、JR西日本近畿統括本部管内）
- 高津駅（旧福知山鉄道管理局管内）と高槻駅（旧大阪鉄道管理局管内）の略号（いずれもタツ、JR西日本近畿統括本部管内）
- 高月駅（旧金沢鉄道管理局管内）と月ケ瀬口駅（旧天王寺鉄道管理局管内）の略号（いずれもツキ、JR西日本近畿統括本部管内）
- 椿駅（旧天王寺鉄道管理局管内）と鶴橋駅（旧大阪鉄道管理局管内）の略号（いずれもツハ、JR西日本近畿統括本部管内）
- 鶴ケ丘駅（旧天王寺鉄道管理局管内）と西舞鶴駅（旧福知山鉄道管理局管内）の略号（いずれもツル、JR西日本近畿統括本部管内）
- 紀伊天満駅（旧天王寺鉄道管理局管内）と天満駅（旧大阪鉄道管理局管内）の略号（いずれもテマ、JR西日本近畿統括本部管内）
- 同志社前駅（旧大阪鉄道管理局管内）と道成寺駅（旧天王寺鉄道管理局管内）の略号（いずれもトシ、JR西日本近畿統括本部管内）
- 紀伊富田駅（旧天王寺鉄道管理局管内）と摂津富田駅（旧大阪鉄道管理局管内）の略号（いずれもトタ、JR西日本近畿統括本部管内）
- 紀伊中ノ島駅（旧天王寺鉄道管理局管内）と西宮名塩駅（旧大阪鉄道管理局管内）の略号（いずれもナシ、JR西日本近畿統括本部管内）
- JR長瀬駅（民営化以降に開業）と梁瀬駅（旧福知山鉄道管理局管内）の略号（いずれもナセ、JR西日本近畿統括本部管内）
- 長滝駅（旧天王寺鉄道管理局管内）と灘駅（旧大阪鉄道管理局管内）の略号（いずれもナタ、JR西日本近畿統括本部管内）
- 永原駅（旧大阪鉄道管理局管内）とJR難波駅（旧湊町駅（マチ）、旧天王寺鉄道管理局管内）の略号（いずれもナハ、JR西日本近畿統括本部管内）
- 並河駅（旧福知山鉄道管理局管内）と藤並駅（旧天王寺鉄道管理局管内）の略号（いずれもナミ、JR西日本近畿統括本部管内）
- 新井駅（旧福知山鉄道管理局管内）と西相生駅（旧大阪鉄道管理局管内）の略号（いずれもニイ、JR西日本近畿統括本部管内）
- 新野駅（旧福知山鉄道管理局管内）と仁豊野駅（旧大阪鉄道管理局管内）の略号（いずれもニノ、JR西日本近畿統括本部管内）
- 丹波竹田駅（旧福知山鉄道管理局管内）と畠田駅（旧天王寺鉄道管理局管内）の略号（いずれもハケ、JR西日本近畿統括本部管内）
- 和泉橋本駅（旧天王寺鉄道管理局管内）と播磨新宮駅（旧大阪鉄道管理局管内）の略号（いずれもハシ、JR西日本近畿統括本部管内）
- 東貝塚駅（旧天王寺鉄道管理局管内）と東加古川駅（旧略号ヒカコ、旧大阪鉄道管理局管内）の略号（いずれもヒカ、JR西日本近畿統括本部管内）
- 東羽衣駅（旧天王寺鉄道管理局管内）と東觜崎駅（旧大阪鉄道管理局管内）の略号（いずれもヒハ、JR西日本近畿統括本部管内）
- 紀伊姫駅（旧天王寺鉄道管理局管内）と姫路駅（旧大阪鉄道管理局管内）の略号（いずれもヒメ、JR西日本近畿統括本部管内）
- 東淀川駅（旧大阪鉄道管理局管内）と日吉駅（旧福知山鉄道管理局管内）の略号（いずれもヒヨ、JR西日本近畿統括本部管内）
- 比良駅（旧大阪鉄道管理局管内）と平野駅（旧天王寺鉄道管理局管内）の略号（いずれもヒラ、JR西日本近畿統括本部管内）
- 福崎駅（旧福知山鉄道管理局管内）と藤阪駅（旧大阪鉄道管理局管内）の略号（いずれもフサ、JR西日本近畿統括本部管内）
- 船岡駅（旧福知山鉄道管理局管内）と船戸駅（旧天王寺鉄道管理局管内）と船町口駅（旧大阪鉄道管理局管内）の略号（いずれもフナ、JR西日本近畿統括本部管内）
- 砥堀駅（旧大阪鉄道管理局管内）と法隆寺駅（旧天王寺鉄道管理局管内）の略号（いずれもホリ、JR西日本近畿統括本部管内）
- マキノ駅（旧大阪鉄道管理局管内）と巻向駅（旧天王寺鉄道管理局管内）の略号（いずれもマキ、JR西日本近畿統括本部管内）
- 摩耶駅（民営化以降に開業）と松井山手駅（民営化以降に開業）の略号（いずれもマヤ、JR西日本近畿統括本部管内）
- 三国ケ丘駅（旧天王寺鉄道管理局管内）と南草津駅（民営化以降に開業）の略号（いずれもミク、JR西日本近畿統括本部管内）
- JR三山木駅（旧上田辺駅（カヘ）、旧大阪鉄道管理局管内）と宮前駅（旧天王寺鉄道管理局管内）の略号（いずれもミマ、JR西日本近畿統括本部管内）
- 紀伊宮原駅（旧天王寺鉄道管理局管内）と城北公園通駅（旧都島信号場（旧大阪鉄道管理局管内）跡、民営化以降に開業）の略号（いずれもミヤ、JR西日本近畿統括本部管内）
- 南矢代駅（旧福知山鉄道管理局管内）と見老津駅（旧天王寺鉄道管理局管内）の略号（いずれもミロ、JR西日本近畿統括本部管内）
- 森ノ宮駅（旧大阪鉄道管理局管内）と守山駅（旧大阪鉄道管理局管内）の略号（いずれもモリ、JR西日本近畿統括本部管内）
- 山科駅（旧大阪鉄道管理局管内）と大和新庄駅（旧天王寺鉄道管理局管内）の略号（いずれもヤシ、JR西日本近畿統括本部管内）
- 西脇市駅（旧野村駅（ムラ）、旧大阪鉄道管理局管内）と掖上駅（旧天王寺鉄道管理局管内）の略号（いずれもワキ、JR西日本近畿統括本部管内）
- 青原駅（旧広島鉄道管理局管内）と青谷駅（旧米子鉄道管理局管内）の略号（いずれもアオ、JR西日本中国統括本部管内）
- 阿川駅（旧広島鉄道管理局管内）と備後赤坂駅（旧岡山鉄道管理局管内）の略号（いずれもアカ、JR西日本中国統括本部管内）
- 井倉駅（旧岡山鉄道管理局管内）と岩倉駅（旧広島鉄道管理局管内）の略号（いずれもイク、JR西日本中国統括本部管内）
- 市岡駅（旧岡山鉄道管理局管内）と井原市駅（旧広島鉄道管理局管内）の略号（いずれもイチ、JR西日本中国統括本部管内）
- 岩鼻駅（旧広島鉄道管理局管内）と岩山駅（旧岡山鉄道管理局管内）の略号（いずれもイハ、JR西日本中国統括本部管内）
- 伊上駅（旧広島鉄道管理局管内）と岩美駅（旧米子鉄道管理局管内）の略号（いずれもイミ、JR西日本中国統括本部管内）
- 生野屋駅（旧広島鉄道管理局管内）と揖屋駅（旧米子鉄道管理局管内）の略号（いずれもイヤ、JR西日本中国統括本部管内）
- 鵜飼駅（旧岡山鉄道管理局管内）と宇賀本郷駅（旧広島鉄道管理局管内）の略号（いずれもウカ、JR西日本中国統括本部管内）
- 浦安駅（旧米子鉄道管理局管内）と安浦駅（旧広島鉄道管理局管内）の略号（いずれもウラ、JR西日本中国統括本部管内）
- 大畠駅（旧広島鉄道管理局管内）と小原駅（旧岡山鉄道管理局管内）の略号（いずれもオハ、JR西日本中国統括本部管内）
- 大岩駅（旧米子鉄道管理局管内）と美作追分駅（旧岡山鉄道管理局管内）の略号（いずれもオワ、JR西日本中国統括本部管内）
- 笠岡駅（旧岡山鉄道管理局管内）と風早駅（旧広島鉄道管理局管内）の略号（いずれもカサ、JR西日本中国統括本部管内）
- 海田市駅（旧広島鉄道管理局管内）と亀嵩駅（旧米子鉄道管理局管内）と備前片岡駅（旧岡山鉄道管理局管内）の略号（いずれもカタ、JR西日本中国統括本部管内）
- 刑部駅（旧岡山鉄道管理局管内）と可部駅（旧広島鉄道管理局管内）の略号（いずれもカヘ、JR西日本中国統括本部管内）
- かるが浜駅（旧広島鉄道管理局管内）と備中高松駅（旧岡山鉄道管理局管内）の略号（いずれもカマ、JR西日本中国統括本部管内）
- 上石見駅（旧米子鉄道管理局管内）と上三田駅（旧広島鉄道管理局管内）と備前片上駅（旧岡山鉄道管理局管内）の略号（いずれもカミ、JR西日本中国統括本部管内）
- あき亀山駅（民営化以降に開業）と亀甲駅（旧岡山鉄道管理局管内）の略号（いずれもカメ、JR西日本中国統括本部管内）
- 上八木駅（旧広島鉄道管理局管内）と中国勝山駅（旧岡山鉄道管理局管内）の略号（いずれもカヤ、JR西日本中国統括本部管内）
- 鷹狩駅（旧米子鉄道管理局管内）と光駅（旧広島鉄道管理局管内）の略号（いずれもカリ、JR西日本中国統括本部管内）
- 嘉川駅（旧広島鉄道管理局管内）と金川駅（旧岡山鉄道管理局管内）の略号（いずれもカワ、JR西日本中国統括本部管内）
- 北長瀬駅（民営化以降に開業）と際波信号場（旧広島鉄道管理局管内）の略号（いずれもキナ、JR西日本中国統括本部管内）
- 来待駅（旧米子鉄道管理局管内）と牧山駅（旧岡山鉄道管理局管内）の略号（いずれもキマ、JR西日本中国統括本部管内）
- 玖珂駅（旧広島鉄道管理局管内）と黒坂駅（旧米子鉄道管理局管内）の略号（いずれもクカ、JR西日本中国統括本部管内）
- 櫛ケ浜駅（旧広島鉄道管理局管内）と久代駅（旧米子鉄道管理局管内）の略号（いずれもクシ、JR西日本中国統括本部管内）
- 岩国駅（旧広島鉄道管理局管内）と国英駅（旧米子鉄道管理局管内）の略号（いずれもクニ、JR西日本中国統括本部管内）
- 黒井村駅（旧広島鉄道管理局管内）と黒松駅（旧米子鉄道管理局管内）の略号（いずれもクロ、JR西日本中国統括本部管内）
- 河内駅（旧広島鉄道管理局管内）と江津駅（旧米子鉄道管理局管内）の略号（いずれもコウ、JR西日本中国統括本部管内）
- 豪渓駅（旧岡山鉄道管理局管内）と郡家駅（旧米子鉄道管理局管内）の略号（いずれもコケ、JR西日本中国統括本部管内）
- 越ケ浜駅（旧米子鉄道管理局管内）と児島駅（民営化以降に開業）と琴芝駅（旧広島鉄道管理局管内）の略号（いずれもコシ、JR西日本中国統括本部管内）
- 小屋浦駅（旧広島鉄道管理局管内）と湖山駅（旧米子鉄道管理局管内）の略号（いずれもコヤ、JR西日本中国統括本部管内）
- 出雲坂根駅（旧米子鉄道管理局管内）と坂駅（旧広島鉄道管理局管内）の略号（いずれもサカ、JR西日本中国統括本部管内）
- 下市駅（旧米子鉄道管理局管内）と新市駅（旧岡山鉄道管理局管内）と新岩国駅（旧広島鉄道管理局管内）の略号（いずれもシイ、JR西日本中国統括本部管内）
- 志和口駅（旧広島鉄道管理局管内）と新倉敷駅（旧岡山鉄道管理局管内）の略号（いずれもシク、JR西日本中国統括本部管内）
- 重安駅（旧広島鉄道管理局管内）と上下駅（旧岡山鉄道管理局管内）の略号（いずれもシケ、JR西日本中国統括本部管内。なお、2017年（平成29年）に開業した寺家駅（じけ）については、チケの略号が割り当てられた。）
- 島田駅（旧広島鉄道管理局管内）と生山駅（旧米子鉄道管理局管内）の略号（いずれもシマ、JR西日本中国統括本部管内）
- 下石見信号場（旧米子鉄道管理局管内）と志和地駅（旧広島鉄道管理局管内）と西川原駅（民営化以降に開業）の略号（いずれもシワ、JR西日本中国統括本部管内）
- 宍道駅（旧米子鉄道管理局管内）と新広駅（民営化以降に開業）の略号（いずれもシン、JR西日本中国統括本部管内）
- 大道駅（旧広島鉄道管理局管内）と備前田井駅（旧岡山鉄道管理局管内）の略号（いずれもタイ、JR西日本中国統括本部管内）
- 田儀駅（旧米子鉄道管理局管内）と三滝駅（旧広島鉄道管理局管内）の略号（いずれもタキ、JR西日本中国統括本部管内）
- 高松町駅（民営化以降に開業）と丹治部駅（旧岡山鉄道管理局管内）の略号（いずれもタチ、JR西日本中国統括本部管内）
- 道後山駅（旧岡山鉄道管理局管内）と床波駅（旧広島鉄道管理局管内）の略号（いずれもトコ、JR西日本中国統括本部管内）
- 徳山駅（旧広島鉄道管理局管内）と泊駅（鳥取県、旧米子鉄道管理局管内）の略号（いずれもトマ、JR西日本中国統括本部管内）
- 直江駅（旧米子鉄道管理局管内）と南小野田駅（旧広島鉄道管理局管内）の略号（いずれもナオ、JR西日本中国統括本部管内）
- 中島駅（旧広島鉄道管理局管内）と中畑駅（旧岡山鉄道管理局管内）の略号（いずれもナカ、JR西日本中国統括本部管内）
- 安芸長浜駅（旧広島鉄道管理局管内）と楢原駅（旧岡山鉄道管理局管内）の略号（いずれもナハ、JR西日本中国統括本部管内）
- 名和駅（旧米子鉄道管理局管内）と南中川駅（旧広島鉄道管理局管内）の略号（いずれもナワ、JR西日本中国統括本部管内）
- 西勝間田駅（旧岡山鉄道管理局管内）と仁万駅（旧米子鉄道管理局管内）の略号（いずれもニマ、JR西日本中国統括本部管内）
- 忠海駅（旧広島鉄道管理局管内）と備前一宮駅（旧岡山鉄道管理局管内）の略号（いずれもノミ、JR西日本中国統括本部管内）
- 迫川駅（旧岡山鉄道管理局管内）と馬場崎町駅（民営化以降に開業）の略号（いずれもハサ、JR西日本中国統括本部管内）
- 土師駅（旧米子鉄道管理局管内）と八本松駅（旧広島鉄道管理局管内）の略号（いずれもハチ、JR西日本中国統括本部管内）
- 幡屋駅（旧米子鉄道管理局管内）と早島駅（旧岡山鉄道管理局管内）の略号（いずれもハヤ、JR西日本中国統括本部管内）
- 東山公園駅（民営化以降に開業）と彦崎駅（旧岡山鉄道管理局管内）の略号（いずれもヒコ、JR西日本中国統括本部管内）
- 東新川駅（旧広島鉄道管理局管内）と備中神代駅（旧岡山鉄道管理局管内）の略号（いずれもヒシ、JR西日本中国統括本部管内）
- 七軒茶屋駅（旧広島鉄道管理局管内）と東尾道駅（民営化以降に開業）の略号（いずれもヒチ、JR西日本中国統括本部管内）
- 日登駅（旧米子鉄道管理局管内）と備後矢野駅（旧岡山鉄道管理局管内）の略号（いずれもヒノ、JR西日本中国統括本部管内）
- 東萩駅（旧米子鉄道管理局管内）と備前原駅（旧岡山鉄道管理局管内）の略号（いずれもヒハ、JR西日本中国統括本部管内）
- 東浜駅（旧米子鉄道管理局管内）と比婆山駅（旧岡山鉄道管理局管内）の略号（いずれもヒマ、JR西日本中国統括本部管内）
- 平子駅（旧岡山鉄道管理局管内）と船平山駅（旧広島鉄道管理局管内）の略号（いずれもヒラ、JR西日本中国統括本部管内）
- 深溝駅（旧広島鉄道管理局管内）と富士見町駅（民営化以降に開業）の略号（いずれもフミ、JR西日本中国統括本部管内）
- 三石駅（旧岡山鉄道管理局管内）と南岩国駅（旧広島鉄道管理局管内）の略号（いずれもミイ、JR西日本中国統括本部管内）
- 南大嶺駅（旧広島鉄道管理局管内）と美作大崎駅（旧岡山鉄道管理局管内）の略号（いずれもミオ、JR西日本中国統括本部管内）
- 上嘉川駅（旧広島鉄道管理局管内）と備前三門駅（旧岡山鉄道管理局管内）と美作加茂駅（旧米子鉄道管理局管内）の略号（いずれもミカ、JR西日本中国統括本部管内）
- 御来屋駅（旧米子鉄道管理局管内）と宮島口駅（旧広島鉄道管理局管内）の略号（いずれもミク、JR西日本中国統括本部管内）
- 石見福光駅（旧米子鉄道管理局管内）と備後三日市駅（旧岡山鉄道管理局管内）の略号（いずれもミツ、JR西日本中国統括本部管内）
- 美袋駅（旧岡山鉄道管理局管内）と南大東駅（旧米子鉄道管理局管内）の略号（いずれもミナ、JR西日本中国統括本部管内）
- 三井野原駅（旧米子鉄道管理局管内）と宮野駅（旧広島鉄道管理局管内）の略号（いずれもミノ、JR西日本中国統括本部管内）
- 三浦駅（旧米子鉄道管理局管内）と三良坂駅（旧岡山鉄道管理局管内）の略号（いずれもミラ、JR西日本中国統括本部管内）
- 板持駅（旧広島鉄道管理局管内）と用瀬駅（旧米子鉄道管理局管内）の略号（いずれもモチ、JR西日本中国統括本部管内）
- 矢賀駅（旧広島鉄道管理局管内）と矢神駅（旧岡山鉄道管理局管内）と八川駅（旧米子鉄道管理局管内）の略号（いずれもヤカ、JR西日本中国統括本部管内）
- 安芸矢口駅（旧広島鉄道管理局管内）と山ノ内駅（旧岡山鉄道管理局管内）の略号（いずれもヤチ、JR西日本中国統括本部管内）
- 八橋駅（旧米子鉄道管理局管内）と矢原駅（旧広島鉄道管理局管内）の略号（いずれもヤハ、JR西日本中国統括本部管内）
- 本由良駅（旧広島鉄道管理局管内）と由良駅（旧米子鉄道管理局管内）の略号（いずれもユラ、JR西日本中国統括本部管内）
- 出雲横田駅（旧米子鉄道管理局管内）と石見横田駅（旧広島鉄道管理局管内）と横尾駅（旧岡山鉄道管理局管内）の略号（いずれもヨコ、JR西日本中国統括本部管内）
- 吉名駅（旧広島鉄道管理局管内）と米子駅（旧米子鉄道管理局管内）の略号（いずれもヨナ、JR西日本中国統括本部管内）
- 福渡駅（旧岡山鉄道管理局管内）と和田浜駅（旧米子鉄道管理局管内）と渡川駅（旧広島鉄道管理局管内）の略号（いずれもワタ、JR西日本中国統括本部管内）
- 下山門駅と新鳥栖駅の略号（いずれもシト、JR九州本社鉄道事業本部管内）

#### 同一支社・同一路線での重複
- 播但線の、仁豊野駅（旧大阪鉄道管理局管内）と新野駅（旧福知山鉄道管理局管内）の略号（いずれもニノ、JR西日本近畿統括本部管内）
- 山陰本線の、岩美駅（旧米子鉄道管理局管内）と伊上駅（旧広島鉄道管理局管内）の略号（いずれもイミ、JR西日本中国統括本部管内）
- 山陰本線の、黒松駅（旧米子鉄道管理局管内）と黒井村駅（旧広島鉄道管理局管内）の略号（いずれもクロ、JR西日本中国統括本部管内）
- 山陽本線の、三石駅（旧岡山鉄道管理局管内）と南岩国駅（旧広島鉄道管理局管内）の略号（いずれもミイ、JR西日本中国統括本部管内）
- 芸備線の、市岡駅（旧岡山鉄道管理局管内）と井原市駅（旧広島鉄道管理局管内）の略号（いずれもイチ、JR西日本中国統括本部管内）
- 芸備線の、矢神駅（旧岡山鉄道管理局管内）と矢賀駅（旧広島鉄道管理局管内）の略号（いずれもヤカ、JR西日本中国統括本部管内）
- 芸備線の、山ノ内駅（旧岡山鉄道管理局管内）と安芸矢口駅（旧広島鉄道管理局管内）の略号（いずれもヤチ、JR西日本中国統括本部管内）

などが挙げられる。
電報による伝達の運用が廃止され、国鉄からJRに民営化された現在でも、新たに開業した駅には必ず電略が割り当てられている。近年では、2019年（平成31年・令和元年）に開業した梅小路京都西駅にシヨ、糸島高校前駅にイウ、Jヴィレッジ駅にイツ、羽沢横浜国大駅にワヨ、2020年（令和2年）に開業した高輪ゲートウェイ駅にタケ、御厨駅にミク、南伊予駅にミイの略号が割り当てられるなどした。
略号の命名法には、幾つか決まりごとがある。
1. 3文字以上の名称の場合、必ずしも1文字目と2文字目を使う必要はない。
例：大阪駅・大崎駅→オサ
2. 文字の順序を変えることができる。
例: 戸田駅→タト、田町駅→チタ
3. 濁点、半濁点は原則として使用しない。戦後間もなくまでは濁点の使用例があったが、廃止された。
例：十条駅（じゅうじょう）→シウ（しゅうじょう）
4. 小文字は大文字（通常の大きさの文字）にして使用する。
例: 日暮里駅（にっぽり）→ニツ（につぽり）
5. 旧仮名遣いも使える。原則と異なる許容仮名遣いを使用する場合もある。太平洋戦争後間もなくまでは、「ヰ」「ヱ」「ヲ」も使用したが、廃止された。
例：川越駅→ハエ（かはごえ）、高円寺駅→カエ（かうゑんじ。旧表記はカヱ）、浜松町駅→ハテ（はままつてふ。ただし、町の旧仮名遣いはチヤウ）
6. 駅名に含まれる文字だけでは重複を避けられない場合、それ以外の文字を使うことがある。
例：三鷹駅→ミツ（みつたか駅と読ませた）、可児駅→カコ（かこ駅と読ませた。カニは蟹江駅）、広駅→クヒ（「呉線の広」から。ヒロは広島駅）
7. 本来の読みと異なる漢字の音または訓を使用する場合がある。
例：釜戸駅（かまど）→フコ、金町駅（かなまち）→キン、金丸駅（かねまる）→ナマ（かなまる駅と読ませた）
8. 信号場（シ）・操車場（ソ）・貨物駅なども混ぜて使用できる。
例：武蔵野操車場→ムソ（むさしのそうしゃ）、八戸貨物駅→ハモ（はちのへかもつ）
9. 駅名の変更や、信号場・操車場機能の変更がなされても、略号は変更されない場合がある。
例：摩周駅→テカ（旧弟子屈駅）、香芝駅→シモ（旧下田駅）、福工大前駅→クウ（旧筑前新宮駅）、新鶴見信号場→ツソ（旧新鶴見操車場）、城北公園通駅→ミヤ（旧都島信号場跡に設置された）
10. 車両基地と最寄り駅で、別の略号を使用するときがある。
例：多度津駅→タト・多度津工場→トツ、新山口駅→シヤ・下関総合車両所運用検修センター新山口支所→クチ
11. 上記のどの条件でも重複が避けられない時は、例外的に3文字で表記する場合もある。
例：宮原操車場→ミハソ（みやはらそうしゃ。後にミハへ変更）、東加古川駅→ヒカコ（ひがしかこがわ。現在はヒカへ変更）、余部信号場→ヨヘシ（よべしんごう。2024年現在日本全国のJRの駅・信号場の中で唯一電報略号が3文字の信号場である）

- 仮名1文字のJR東海紀勢本線の津駅については、ツツと繰り返すことによって対応している。「ツツ」はJR東日本の稲田堤駅、JR西日本の通津駅と重複しており、現在はえちごトキめき鉄道へ経営移管された筒石駅も「ツツ」である。なお、近鉄名古屋線の津駅に関しては、「ツ」の仮名1文字が略号となっている。

### 路線名
駅と同様に、各路線にも略号がある。通常はカタカナ2文字+（ホ）セで構成され、東海道本線であればトカホセ､山手線であればヤテセのようになる。
1. 駅では濁点、半濁点は原則として使用しないが、路線では濁点の使用例がある。
例：吉備線（きびせん）→キビセ（きびせん）、城端線（じょうはなせん）→ジナセ（じょうはなせん）
2. 旧仮名遣いも使える。原則と異なる許容仮名遣いを使用する場合もある。太平洋戦争後間もなくまでは、「ヰ」「ヱ」「ヲ」も使用したが、廃止された。
例：川越線→カハセ（かはごえせん）、智頭線→チツセ（ちづせん）、八高線→ハカセ（はちかうせん）
3. 本来の読みと異なる漢字の音または訓を使用する場合がある。
例：因美線（いんびせん）→イミセ（いんみせんと読ませた）、吉都線（きっとせん）→キチセ（きちとせんと読ませた）
4. 重複を避けられない場合、路線と駅で、別の略号を使用するときがある。
例：加古川駅→カコ・加古川線→カハセ（カコセは鹿児島線の部）、烏山駅→カラ・烏山線→カヤセ、唐津駅→カラ・唐津線→ラツセ、篠栗駅→サク・篠栗線→ササセ、桜井駅（奈良県）→サク・桜井線→サラセ、東金駅→トカ・東金線→トネセ（トカセは東海道線の部）
5. それ以外の場合でも、路線と駅で、別の略号を使用するときがある。
例：石巻駅→イキ・石巻線→イシセ、内子駅→ウチ・内子線→ウコセ、大船渡駅→フト・大船渡線→オフセ、小野田駅→オノ・小野田線→オタセ、川越駅→ハエ・川越線→カハセ、田川後藤寺駅（旧後藤寺駅）→コト・後藤寺線→コシセ、境港駅（旧境駅）→サヒ・境線→サカセ、城端駅→シハ・城端線→ジナセ、武豊駅→タト・武豊線→タケセ、只見駅→アミ・只見線→タミセ、成田駅→ナタ・成田線→ナリセ、鳴門駅→ナト・鳴門線→ナルセ、福知山駅→フチ・福知山線→フクセ、富良野駅→ラノ・富良野線→フラセ、身延駅→ミフ・身延線→ミノセ、弥彦駅→ヒコ・弥彦線→ヤコセ、山口駅（山口県）→ヤマ・山口線→ヤクセ
6. 上記のどの条件でも重複が避けられない時は、例外的に3文字+（ホ）セで表記する場合もある。
例：日高本線→ヒタカホセ（ひだかほんせん）

### 連絡船名
駅・路線名と同様に、鉄道連絡船で使用される船名にも略号がある。青函連絡船羊蹄丸であればヨテマのようになる。

### 区所名
運転に携わる部署、例えば車掌区（レク）や、運転所（ウシ）、機関区（キク）、輸送指令（ユソレ）など。前述した駅地名の略号と合わせて使用されることが多い。
- 例：田端運転所→ハタウシ（田端の略号ハタ+運転所）、新鶴見機関区→ツソキク（新鶴見の略号ツソ+機関区）

また、関連会社にも割り当てられることもある。例えば、車内販売を行う日本レストランエンタプライズにはニホレ、宿泊施設の東京ステーションホテルにはステホなどである。

### 車両の所属表記
車両の所属区所を判別しやすくするため、車両（電車・気動車・客車・一部貨車）に、管理局（支社）の頭文字+電報略号を用いて表記する場合がある。その性格上、車体端の下部などに記載されていることが多く、一般の利用客にも目にしやすいものである。
- 例：南シナ→東京南鉄道管理局品川電車区（シナ）、大ミハ→大阪支社宮原総合運転所（ミハ）
  - かつて、第一機関区・第二機関区といった具合に重複する場合、最後に漢数字の一・二などを併記することがあった。
例：高崎第一機関区→髙タカ一、高崎第二機関区→髙タカ二
  - 例外的に管理局・支社などの2文字めを記号に使うこともある。
例：宮ハエ→東日本旅客鉄道大宮支社・川越車両センター（ハエ）
　  崎サキ→九州旅客鉄道長崎支社・長崎鉄道事業部佐世保車両センター（サキ）

### 職務名
運転士（ウシ）や車掌（レチ）など、職務に対する略号。

### 運転用語
列車の運転を表す用語。例えば運休（ウヤ）、運転（テン）、発（ハ）など。

### その他
日常的に使われる言葉にも、字数節約の意味合いから略号がある。よろしく（ヨロ）、取り消し（トケ）、承知（セチ）など。

## 現在でも現場で使用されている電略の例
- ウヤ
  - 「運転休み」の略。運休のこと。運転指令所や信号所との連絡などにおいて口頭で伝達する際は「運転休止」などと言い、使用することは少ないが、仲間内では「ウヤになった」などと表現する。似た用語にウキ（運転禁止）があるが、こちらは滅多に使われない。
  - なお、近畿日本鉄道では「ウヤ」は宇治山田駅を指すため、運休（近鉄では「運転取り消し」という）は取り消しの略として「トケ」と称する。
- ヌキ
  - スジヌキ（スジは電略ではないがダイヤグラム、転じて運行計画などのこと）とも言い、当該列車を運行順序の枠組みから外す（抜く）こと。鉄道事故などで特定の列車が抑止され（一つの駅に留め置かれ）、運行再開の見込みが立たない場合に、現在運行している列車の運行順序の枠組みから一時的に外しておくことである。信号所などに口頭で伝達する際には「遅れて順序後（あと）」などと表現し、仲間内での連絡や列車運行状況表へ記録する場合などには「ヌキ」が使われる。
  - よく使われる例としては、北陸地方での大雪の影響で札幌貨物ターミナル駅から福岡貨物ターミナル駅へ向かう貨物列車が雪に阻まれ途中駅で立往生してしまったような場合に、雪の影響がなく平常運行している山陽本線の運行順序から当該列車を一時的に除外しておくといったことが挙げられる。この例の場合、立往生した列車のいる路線では、その貨物列車だけでなく他の全列車が同じように運転抑止されている（指令所命令で停車させている）のであれば「ヌキ」にする必要は無いが、貨物駅の中で立往生しただけで旅客列車は運行しているような場合は「ヌキ」となる。
- テン
  - 運転の略。他の用語と組み合わせて使われることもある。用例は以下参照。また、近畿日本鉄道では「テン」は天理駅を指すため、運と転、それぞれの頭文字を取って「ウテ」と称する。

  - カツテン
    - 復活運転の略で、一度「ウヤ」になった列車が運行順序の枠に復活すること。よく使われる例としては、列車運行予定で運休と伝達されていた列車が都合により運転されることになった場合などに、列車運行状況表にカツテンを書き入れ、ウヤの文字に取消線を入れるなどが挙げられる。車両故障などで運転が打ち切られた列車が現場での処置を経た後、回送せずに営業運転しながら本来の終着地に向かう場合などにもカツテンが書き込まれる。

  - テンバアイ
    - 「テン場合」と漢字混じりで使用し、運転する場合という条件を表す。予定臨などが運転される日に、待避などの関連で定期運転されている列車の時刻が変更になる場合などがこれに当たる。他には、「初電の快速米原行は京都まで先着。ただしムーンライト九州テン場合を除く」などのように単純な略語として使われることもある。
- セイリ
  - 運転間隔整理のこと。大都市圏のように非常に多くの列車が走る路線では、一旦ダイヤが乱れ始めると、個々の列車について時刻変更することは困難となる。そこで、「この列車からこの列車までは定刻から一律+3分で運行します」という意味で「3分セイリ」などと表現することがある。
- タンキ
  - 「単機」＝「単行機関車列車」、つまり機関車が何も牽引せずに単独で運行されること。貨物列車の場合は運搬する貨物がない場合でも、カラの貨車を連結して運転されることが多いが、貨物駅間の回送列車や工事資材の配給列車においては単独で運転される場合がある。「単転（たんころ）」などと呼ぶ人もいる。なお、機関車が単独で運行することをあえて特別視する理由は、過去に連結作業の不手際などから走行中に連結器が外れて機関車が暴走したり、取り残された貨車に後続列車が追突したりする事故があったことから、駅や信号所でそのような事態ではないことを確認できるようにするためである。
- レチ青春18きっぷに『レチ』と記入された例

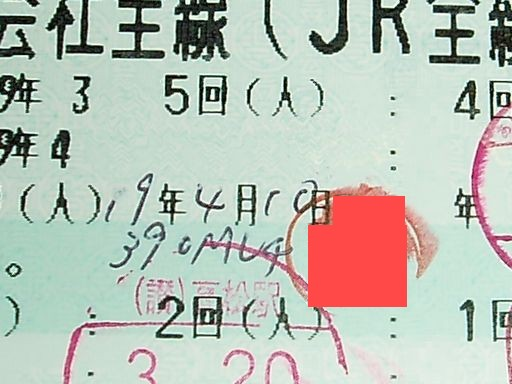
青春18きっぷに『レチ』と記入された例

  - 車掌のこと。現在のような日付入りのスタンプが登場するまでは、車内で発行された切符に「列車番号+『レチ』」のサインが記入されていたため、電略の中では乗客の目に触れる機会の多い語であった。現在でも車内改札において青春18きっぷに 21年1月20日 390Mレチ のように「日付・列車番号+『レチ』」と記入する車掌もいる。派生語としては車掌区を表す「レク」がある。
  - 内部では子分類として以下の3つが存在したが、現在は使用されていない。

  - レチチ
    - 旅客列車の車掌長のこと。レチチョウまたはチーフの略。

  - カレチ
    - 専務車掌のこと。リョカクセンムレチの略。

  - ニレチ
    - 荷扱い車掌のこと。ニアツカイレチの略。
- カモレ
  - もっぱら仲間内で使用される「貨物列車」の略。国鉄で貨物列車を表す電略は「カレ」である。
- ハモ乗車券発行会社に宛てて、全額払い戻しよろしくの意で「全ハモヨロ」と記載されている例

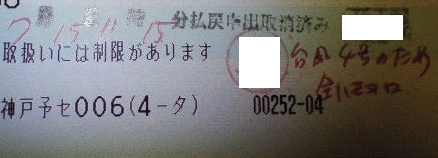
乗車券発行会社に宛てて、全額払い戻しよろしくの意で「全ハモヨロ」と記載されている例

  - 本来は橋本駅（神奈川県 (JR) ・和歌山県 (JR) 両方）や八戸貨物駅などの電略だが、しばしば「払い戻し」の意で用いられる。ちなみに国鉄で払い戻しを表す電略は「ハラモ」である。
- ヨロ
  - 「よろしく」の略。
- レラ
  - 「連絡」の略。
- トケ
  - 本来は土気駅の電略だが「取り消し」の略として使われる。また、上記の通り近畿日本鉄道ではこちらを「運転取り消し」の電略として使用する。

### カナコード
マルスM型端末では、初めて短縮登録（ワンタッチボタンやピンを刺すパネルに設定）されていない駅を入力する際に4文字のカタカナで表現された駅コードを入力するためのキーボードと確認するためのCRTディスプレイが実装されたため、JR全線全駅発着の特急券・急行券・指定券・乗車券・グリーン券などを発売できるようになった。末尾2文字がその駅固有の略号で、先頭に管轄する鉄道管理局の略号2文字を付与することでユニーク化（重複回避）を図っている（例：東京駅（東京南鉄道管理局管轄）=トミトウ、大垣駅（名古屋鉄道管理局管轄）=ナコカキ など）。
その後、タッチパネルを採用したMR端末の登場以降、端末上では一般的な駅名や列車名で表示されるようになった上、一般的な駅名・列車名などの頭文字を入力すると、駅名・列車名が検索でき、そのまま項目欄に選択入力ができる入力支援機能が搭載され、カナコードの利用機会は減少しているものの、最新の端末においても入力機能が実装されている場合が多い。また、JTBなど、マルスのホストに接続された自社旅行業システムでJR券を発行する場合、現在でもこの略号を使用している場合がある。
JRバスについても、駅名入力を4文字のカタカナで表現されたコードが存在する。この場合は先頭の管理局の略号が、路線名の略号に変わるケースが多い（例：JRバス東京駅（東名ハイウェイバス）=トメトウ、草津温泉駅（志賀草津高原線）=シカクサ、名神大垣（名神ハイウェイバス）=メシカキ など）が、中には別の路線や、関係ないコードにまとめてしまう例もある（長野道みどり湖=トメリコ、新宿駅新南口=シクミナ）。また、四国の場合、JR四国鉄道線（旧四国総局）は管理局略号は「シコ」であったが、JR四国バスでは「コク」を使用することで区別していた（例えば、高松駅の場合、鉄道なら「シコカマ」だが、高速バスでは「コクカマ」となっていた）。たとえば、初代「ドリーム高松号」を高松駅前から東京駅八重洲口の乗車券を購入する場合、列車名は「トリムカマ」、発駅名は「コクカマ」、着駅名は「トメトウ」と入力する必要がある。「シコカマ」などを入力すると再考（エラー）となる。

## 受け継がれる電略
現場での使用は少ないが、鉄道ファンなどの間で用いられる電略として以下のものがある。
- ウテシ
  - 運転士の略[注釈 1]。機関士はキシ。列車への無線連絡が現在のように発達していなかった頃は、「時刻表上、まもなく到着するはずの駅（または信号所など）」に対して電報を発信することで列車への伝達を行っており、この言葉は相手先として決まり文句のように使用されていた。

一見、旧時代のものと見られがちな電略であるが、メモ書きが必要な口頭での伝達などの時に、複雑な鉄道用語を速記するのが容易なことや、スピーディーなコミュニケーションが図れることから、引き続いて駅内や指令所での伝達、運転・営業関係電報で頻繁に使われている。

## 私鉄・地下鉄における電略
電略は私鉄、地下鉄など各事業者も独自に使用しているが、非公開のものもある。また西武鉄道や小田急電鉄、京成電鉄など、使用していない事業者もある。
- 東京地下鉄においてはすべての駅に電略があり、券売機で発売された回数券の券面には、発売駅の電略（カタカナ2文字）が印字される。また、以前使われていたメトロカードの裏面には、入出札駅の電略が印字された。
- 首都圏新都市鉄道においてはすべての駅に電略のほか4文字略があり、開業直前に雑誌に掲載された。
- 東武鉄道や相模鉄道、近畿日本鉄道、南海電気鉄道、泉北高速鉄道などにおいてもカタカナ2 - 3文字の電略を使用している。一部例外として、近鉄には1文字[1]、横浜市交通局や南海には4文字の電略がある[2]（横浜市交通局にいたっては5文字の電略もある）。また、東武や相鉄、横浜市交通局や南海には濁点の付く電略や[3]、相鉄や横浜市交通局には拗音を含む電略があるほか[4]、東武には長音を含む電略がある[5]。
- 東京地下鉄においては直通運転先の東急電鉄、横浜高速鉄道の主要駅にも電略がある（東急電鉄、横浜高速鉄道は電略を使用していない）。

各事業者で異なる電略を使用している例には
- 会津高原尾瀬口駅の略号（野岩鉄道（アコ）と会津鉄道（コケ））
- 厚木駅の略号（相鉄（アツ）とJR東日本（ツキ。アツは赤塚駅））
- 出水駅の略号（JR九州（シス）と肥薩おれんじ鉄道（オレイミ））
- 海老名駅の略号（JR東日本（エナ。エヒは恵比寿駅）と相鉄（エビ））
- 王子駅の略号（東京メトロ（オウ）とJR東日本（ワウ。オウは大口駅、常陸太田駅））
- 王寺駅の略号（近鉄（オウ）とJR西日本（オシ））
- 小川町駅（埼玉県）の略号（東武（オカマ。カマは新鹿沼駅）とJR東日本（カマ））
- 柏駅の略号（JR東日本（カシ）と東武（カシワ。カシは新河岸駅））
- 柏原駅（大阪府）の略号（JR西日本（カシ）と近鉄（ワラ。カシは橿原神宮前駅））
- 河内長野駅の略号（南海（ナガ）と近鉄（ナノ））
- 近鉄富田駅の略号（三岐鉄道（キン）と近鉄（トミタ））
- 駒込駅の略号（東京メトロ（コマ）とJR東日本（コメ。コマは児玉駅））
- 桜井駅（奈良県）の略号（JR西日本（サク。サラは桜ノ宮駅）と近鉄（サラ））
- 新今宮駅の略号（JR西日本（シヤ）と南海（シンイマ））
- 新水俣駅の略号（JR九州（シミ）と肥薩おれんじ鉄道（オレシミ））
- 新横浜駅の略号（JR東日本、相鉄（シヨ）と横浜市交通局（シンヨコ））
- 川内駅（鹿児島県）の略号（JR九州（セイ）と肥薩おれんじ鉄道（オレセイ））
- 高田馬場駅の略号（東京メトロ（タカ）とJR東日本（ハハ。タカは高崎駅））
- 津駅の略号（近鉄（ツ）とJR東海、伊勢鉄道（ツツ））
- 鶴橋駅の略号（JR西日本（ツハ。ツルは鶴ケ丘駅、西舞鶴駅）と近鉄（ツル））
- 天理駅の略号（JR西日本（テリ。テンは天王寺駅）と近鉄（テン））
- 戸塚駅の略号（JR東日本（トツ。ツカは東戸塚駅）と横浜市交通局（ツカ））
- 中山駅の略号（JR東日本（ナヤ）と横浜市交通局（ナカヤマ））
- 西日暮里駅の略号（東京メトロ（ニシ）とJR東日本（ニリ。ニシは西船橋駅））
- 西船橋駅の略号（JR東日本（ニシ。ニフは西国分寺駅）と東京メトロ（ニフ。ニシは西日暮里駅））
- 橋本駅（和歌山県）の略号（南海（ハシ）とJR西日本（ハモ。ハシは和泉橋本駅、播磨新宮駅））
- 八丁堀駅の略号（東京メトロ（ハチ）とJR東日本（ホリ。ハチは八王子駅））
- 南千住駅の略号（東京メトロ（ナセ）とJR東日本（ナン））
- 有楽町駅の略号（東京メトロ（ユウ）とJR東日本（ラク））
- りんくうタウン駅の略号（JR西日本（リク）と南海（リンクウ））

直通運転先で電略を使用していない他事業者の駅にも電略を設定している例には
- 菊名駅（東急電鉄）の略号（東武、東京メトロ（キク）。JR東日本もキク。）
- 自由が丘駅（東急電鉄）の略号（東武、東京メトロ（シオ））
- 武蔵小杉駅（東急電鉄）の略号（東武、東京メトロ（ムコ）。JR東日本はスキ（ムコは武蔵小金井駅）。）
- 元住吉駅（東急電鉄）の略号（東武、東京メトロ（モス））
- 元町・中華街駅（横浜高速鉄道）の略号（東武、東京メトロ（モチ））
- 横浜駅（東急電鉄、横浜高速鉄道）の略号（東武、東京メトロ（ハマ）。JR東日本、相鉄、横浜市交通局もハマ。）
- 新横浜駅（東急電鉄）の略号（東武、東京メトロ（シヨ）。JR、相鉄もシヨ。）

などが挙げられる。

## 漢字などでの表記
京阪電気鉄道や東京都交通局（東京都電車および都営地下鉄）では電報略号に類似している方式として「駅名略称方式」を採用している。これは漢字1 - 2文字の組み合わせとなっている。ただし2文字を使用する場合は、1文字では他駅との混同の恐れがある場合などに限られる。なお、京阪中之島線なにわ橋駅では「な」とひらがなを使用している。
京阪、都電・都営地下鉄両者の付番方法はほぼ同一である（前者は京阪、後者は都電・都営地下鉄での使用事例。1文字の場合の例:中書島駅→中 泉岳寺駅→泉、2文字の場合の例:枚方市駅→枚市 白金高輪駅→白高）。また、両者ともにダイヤグラムに駅名略称の記載がされているが、都営地下鉄のダイヤには初期のものを除き、駅名略称の読みも書かれている（例:練馬春日町→練春、読みは「ねりはる」、大手町→手、読みは「て」）。
なお、都電・都営地下鉄では交通局が発表している安全施工管理責任者講習会テキストで、全駅・全停留場の駅名略称を読みを含めて公開している。

## 外地での表記
日本国がいわゆる海外に領土を持っていた当時、現地の鉄道でも制定されていた例がある。南満州鉄道では線区名に濁音も含むカタカナ3文字ないし5文字（連京線（レケセ）、奉吉線（ホキセ）、北鮮西部線（ホセセブセ）など）が、駅名にカタカナ2文字（大連駅（レン）、奉天駅（ホテ）など）が割り当てられていた。

## その他
通信技術・コンピューター技術の進歩により「少ない字数で情報を伝達する」必然性が薄れ、鉄道事業者の文化的な意味合い（いわゆる「符丁」）を除くと鉄道における電報略号は意義を失いつつある。